# Miroslav Radman

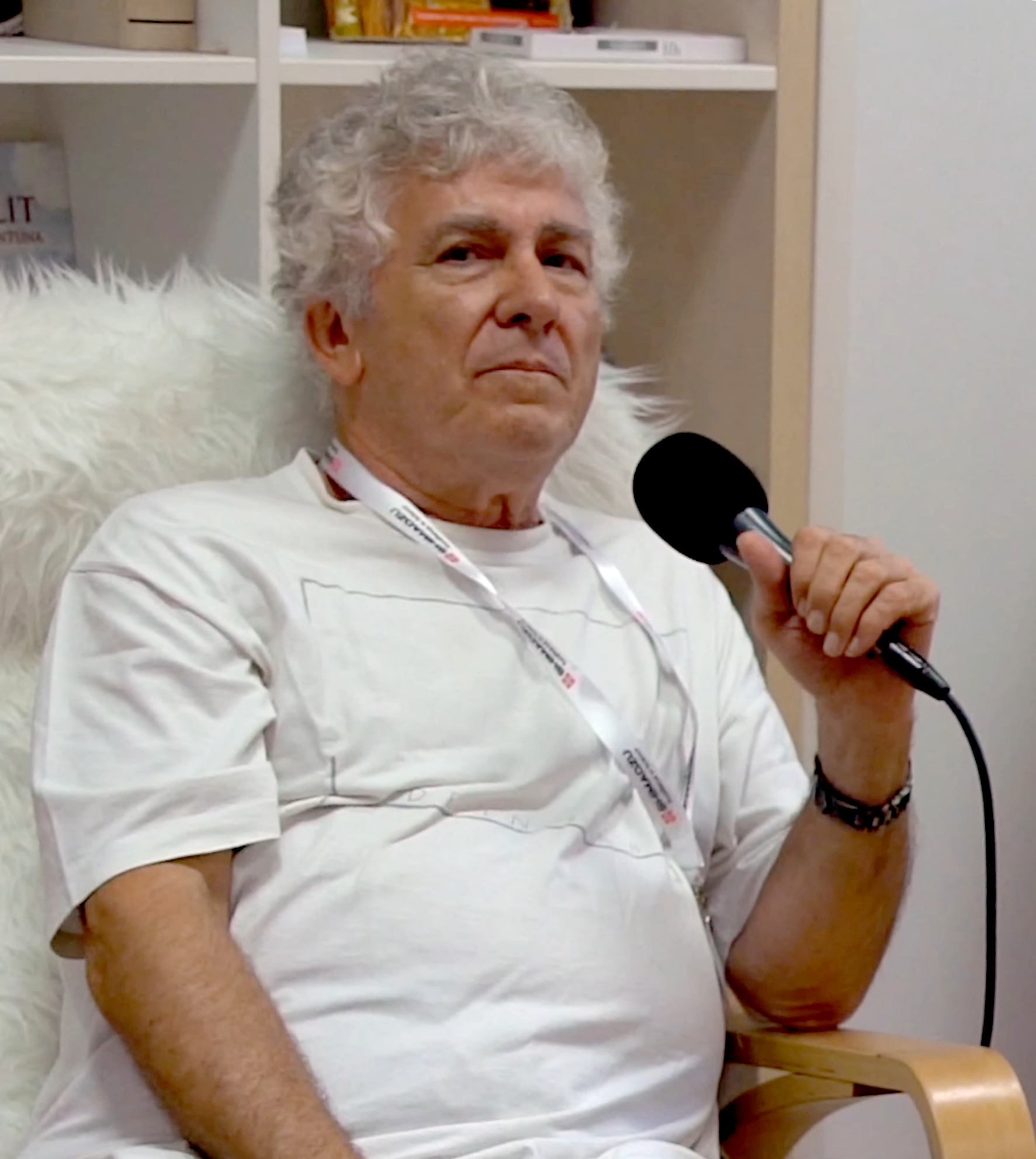
Miroslav Radman (2019)

Miroslav Radman (* 30. April 1944 in Split) ist ein kroatisch-französischer Molekularbiologe, bekannt für seine Beiträge zur Erforschung der DNA-Reparatur.

## Leben
Radman studierte ab 1962 Biologie und Physikalische Chemie an der Universität Zagreb mit dem Abschluss 1967 und wurde 1969 an der Freien Universität Brüssel in Molekularbiologie promoviert. Als Post-Doktorand war er an der Harvard University. Ab 1973 war er Professor für Molekularbiologie an der Freien Universität Brüssel und 1983 bis 1997 Forschungsdirektor des CNRS am Institut Jacques Monod an der Universität Paris VII. Danach wurde er Professor für Zellbiologie an der Universität Paris V (René Descartes).
Er ist Mitbegründer des Mediterranean Institute of Life Sciences (MedILS) in Split.
Er war an vier Start Ups in Frankreich und den USA beteiligt und hält sieben Patente. Von ihm stammen rund 190 wissenschaftliche Arbeiten. Er ist Initiator und Mitgründer von EITP (European Institute of Technology in Paris).

## Werk
Er gilt als Entdecker der SOS-Antwort. Die Hypothese, dass die Zelle bei schweren Schäden der DNA einen solchen allgemeinen Stopp der Genexpression durchführt, hatte er schon 1970 (veröffentlicht 1974).
Er zeigte auch, wie bei DNA-Basenfehlpaarungsreparatur der Zelle bei Bakterien Rekombination mit ähnlichen Chromosomen verhindert und so Artenschranken aufbaut.
Er erforschte auch die Reparatur schwerer DNA-Schäden bei Deinococcus radiodurans. Diese Bakterie kann extremes Austrocknen und ionisierende Strahlung überleben mit einem besonderen DNA-Reparaturmechanismus (extended synthesis-dependent strand annealing, EDSA).
Der SOS-Mechanismus spielt auch eine Rolle bei der Resistenz gegen Antibiotika, was Radman auch erforschte.

## Ehrungen und Mitgliedschaften
1992 erhielt er den Léopold-Griffuel-Preis und 2003 den Grand Prix von INSERM. 2011 erhielt er den Lwoff Award der Federation of European Microbiological Societies und 1992 den Prix Charles-Léopold Mayer.
2002 wurde er volles Mitglied der Academie des Sciences, 2015 der American Academy of Arts and Sciences, 2018 der National Academy of Sciences. Er ist seit 1991 korrespondierendes Mitglied der Kroatischen Akademie der Wissenschaften und Künste sowie seit 1999 ordentliches Mitglied der Academia Europaea. Er ist Ritter der Ehrenlegion. Er ist Mitglied der EMBO.

## Schriften
- Au-delà de nos limites biologiques, Plon 2011